# Guzmania dalstroemii
Guzmania dalstroemii är en gräsväxtart som beskrevs av Hans Edmund Luther. Guzmania dalstroemii ingår i släktet Guzmania och familjen Bromeliaceae. Inga underarter finns listade i Catalogue of Life.